# Cosita Buena
Cosita Buena – piąty album grupy Orishas, kubańskiej grupy hip-hopowej. Wydana 9 czerwca 2008 przez wytwórnię Universal Latino.

## Lista utworów[3]
1. „Cosita Buena” – 3:32[4]
2. „Maní” – 3:42
3. „Bruja” – 3:39
4. „Camina” – 3:45
5. „Guajira” – 3:44
6. „Borrón” – 3:33
7. „Mírame” – 4:19
8. „Que Quede Claro” – 4:09
9. „Machete” – 3:21
10. „Isi” – 4:13
11. „Público” – 3:37
12. „Melodías” – 3:49
13. „Hip Hop Conga” – 3:56